# وحدة وظيفية نخاعية

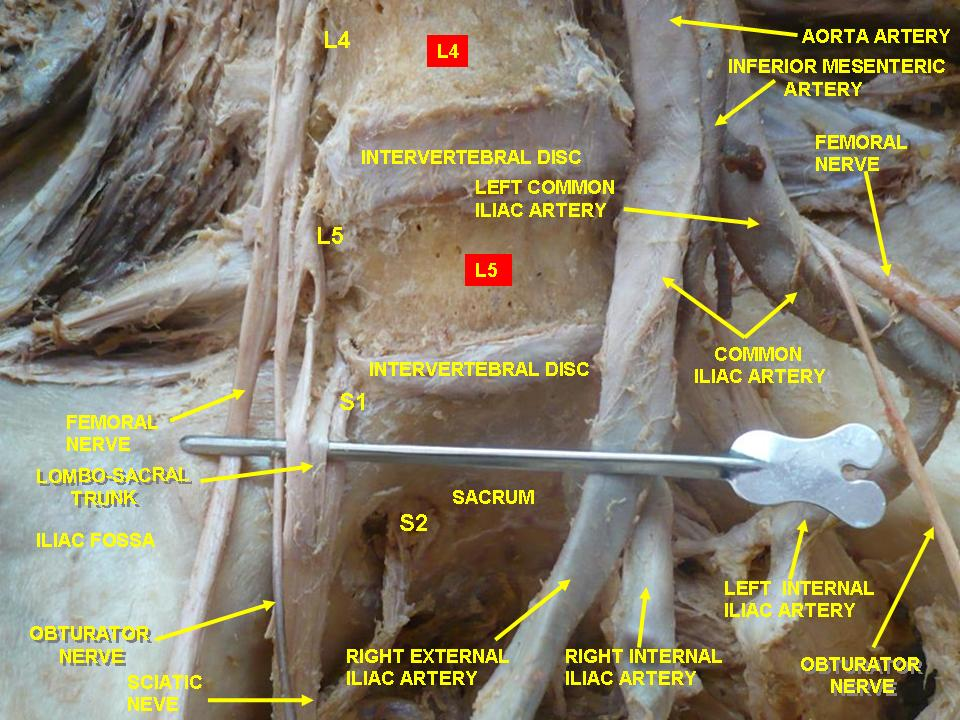

الوحدة الوظيفية النخاعية (FSU) هي أصغر وحدة حركة فسيولوجية في العمود الفقري تظهر الخواص الميكانيكية الحيوية المشابهة لتلك التي في العمود الفقري بأكمله.
تتكون الوحدة الوظيفية النخاعية من فقرتين متجاورتين، والقرص الفقري، وجميع الأربطة المجاورة بينها ولا تشمل أنسجة الربط الأخرى مثل العضلات. وأحيانًا يُشار إلى المجمع المكون من ثلاثة مفاصل على أنه «ثالوث مفصلي». وهناك مصطلح آخر يطلق على الوحدة الوظيفية النخاعية وهو جزء الحركة النخاعي.
غالبًا ما يتم استخدام الدراسات المختبرية للوحدات الوظيفية النخاعية المعزولة أو المتعددة لقياس الخصائص الميكانيكية الحيوية للعمود الفقري. كما أن سلوك توزيع الحمل النموذجي لعينة الوحدة الوظيفية النخاعية الجثية يتم بشكل لا خطّي. ضمن النطاق الإجمالي للحركة السالبة لأي من الوحدات النخاعية الوظيفية، يتكون منحنى توزيع الحمل النموذجي من منطقتين تظهران سلوكًا ميكانيكيًا حيويًا مختلفًا جدًا. على مقربة من وضع الراحة المحايد للوحدة الوظيفية النخاعية، يكون سلوك توزيع الحمل على درجة عالية من المرونة. وهذه هي المنطقة التي يطلق عليها «المنطقة المحايدة»، التي يمكن تعريفها بمنطقة الحركة بالمفصل حيث لا يكون لآليات الاستقرار تأثير أو يكون تأثيرها قليلاً. خلال الحركة الفسيولوجية السلبية للوحدة النخاعية الوظيفية، تحدث الحركة في هذه المنطقة مقابل المقاومة الداخلية الضئيلة. وهي المنطقة التي بها يُحدث الحمل الصغير توزيعًا كبيرًا نسبيًا. ومنطقة المرونة هي المنطقة المتبقية بمنطقة الحركة بالوحدة الوظيفية النخاعية التي تصل من نهاية المنطقة المحايدة إلى نقطة الحد الأقصى للمقاومة (التي تحدثها آلية الاستقرار السلبي)، مما يحد من مدى الحركة.